# جاك دلال
جاك دلال (بالفارسية: جک دلال) هو رجل أعمال ومصرفي ملياردير بريطاني من أصل يهودي عراقي ولد في يوم 2 أكتوبر 1923 في مدينة مانشستر في المملكة المتحدة، لقب باسم جاك الأسود وفي سنة 2009 قدرت ثروته التي جناها إلى حوالي 4.3 مليون جنيه إسترليني.

## النشأة
ولد جاك دلال في مدينة مانشستر لسلمان دلال وشارلوت شوشا وهم عائلة أصلها من يهود بغداد.

## مسيرته المهنية
دلال دلال العمل كمالك مصرف في عقد 1970 وأمتلك مصرف باسم دالتون بارتون، وباعه لكايسر أولمان بمبلغ 58 مليون جنية إسترليني. في سنة 1974 إفتتح شركة تجارة بالشراكة مع ستانلي فان جيلدر وبقيا يعملان مع بعض لمدة 40 سنة. واحد من أعماله كان في بوش هاوس في وسط لندن وألذي صنع ثروته منه والتي وصلت ل750 مليون جنيه إسترليني فقط بحدود السنتين. كما أضاف لثروته 200 مليون جنيه إسترليني أخرى لعمله في ساحة الدولفين. وقد لقب بجاك الأسود نسبةً لحبه للقمار.

## حياته الشخصية
تزوج جاك دلال مرتين وأقام علاقة شراكة مرة واحدة، وقد أنجب 9 أبناء 7 منهم بنات وولدين. زوجته الأولى هي زهوة هلمر والتي إمتلكت ثروة مقدارها 65 مليون جنيه إسترليني تزوجها في سنة 1957 وطلقها في سنة 1975 وأنجبت منه كل من غاي دلال (رجل أعمال ووالد عارضة الأزياء البريطانية البرازيلية أليس دلال) ولورين دلال وسوزان دلال ودايان دلال وغابي دلال (ممثلة ومخرجة أفلام). وثم إرتبط جاك بكاتيا دوغلاس بعلاقة طويلة المدى وأنجب منها ياسمين دلال (مخرجة أفلام) وروان دلال. تزوج بعدها من روان لو وهي ملكة جمال جنوب أفريقيا السابقة إمتلكت ثروة مقدارها 700 مليون جنيه إسترليني، تزوجها في سنة 1997 وبقيا زوجين حتى وفاة جاك في أكتوبر 2012 وقد أنجب منها كل من زاك دلال وكاثرين دلال وترك لهما مبلع ورث مقداره 1.2 مليون جنيه إسترليني لكل منهما.
قامت ابنة جاك سوزان دلال بافتتاح مسرح سوزان دلال للرقص في تل أبيب في سنة 1989.
غاي أصبح المسؤول عن شركة ألييد للتجارة القابضة منذ سنة 1986 وأصبح مالكها قبل بضعة سنوات من وفاة والده ويتشارك هذه الشركة اليوم مع كل من رجلي الأعمال البريطانيان الإيرانيان فنسنت تكنغيز وروبرت تكنغيز، وحسب وسائل مقربة منه أن غاي دلال يمتلك ثروة مقدارها 200 مليون جنيه إسترليني.

## الوفاة
توفي دلال في يوم 28 أكتوبر 2012 في لندن بينما كان نائم في سريره.